# 弗洛雷夫
弗洛雷夫（法語：Floreffe，法語發音：[flɔʁɛf]）是比利时瓦隆大区那慕爾省那慕爾區的一个市镇，通行法语，是比利时法语社群的一部分，面积38.89平方千米，人口8,114人（2018年1月1日）。弗洛雷夫的标志性建筑是弗洛雷夫修道院，建于12世纪。